# يوهان أوزوالد هارمز
يوهان أوزوالد هارمز (بالألمانية: Johann Oswald Harms)‏ هو رسام ونقاش ألماني، ولد في 30 أبريل 1643 في هامبورغ في ألمانيا، وتوفي في 1708 في Braunschweig, South Africa ‏ في جنوب أفريقيا.

## وصلات خارجية
- يوهان أوزوالد هارمز على موقع ديسكوغز (الإنجليزية)